# Ібар (футбольний клуб)
Футбольний клуб «Ібар» Рожає або просто «Ібар» (серб. Фудбалски клуб Ибар Рожаје) — професіональний чорногорський футбольний клуб з міста Рожає. Виступає в Третій лізі Чорногорії. ФК «Ібар» входить до однойменного спортивного товариства. Названий на честь річки Ібар, найдовшої річки Чорногорії, яка бере свій початок у місті Рожає. Заснований 1938 року, найстарший спортивний клуб міста Рожає.

## Історія
Футбольний клуб «Ібар» засновано 1968 року в місті Рожає, Королівство Югославія. Найбільших успіхів клуб досяг після 1992 року, коли виступав у Другій лізі Сербії і Чорногорії. У Другій лізі СіГ 1999/2000 команда виступала у зоні «Захід», фінішувала на 17-му місці (у 34-х матчах набрала 29 очок). Два роки по тому знову грали в Другій лізі, але фінішували на останньому місці в групі «Південь». У підсумковій таблиці за всю історію Другої ліги «Ібар» посідає 67-ме місце зі 114-ма набраними очками. Після здобуття Чорногорією незалежності клуб постійно виступав у Другій лізі. У першому розіграші вище вказаного турніру (сезон 2006/07 років) команда продемонструвала найкращий результат у власній історії. З 63 очками «Ібар» посів третє місце в другому за силою дивізіоні чорногорського футболу, на шість очок менше від чемпіона Другого дивізіону «Ловчена», і таким чином вийшов у плей-оф. В останніх турах чемпіонату «Ібар» програв домашній матч «Ловчену», після чого сталися інциденти на стадіоні та поза ним у Рожає. Вони втратили путівку в Першу лігу і не були допущені на матчі в плей-оф проти «Дечича» через рішення Футбольного союзу Чорногорії. У кубку Чорногорії в сезоні 2007/08 років клуб дійшов до 1/8 фіналу.

## Статистика виступів у національних змаганнях
| Сезон                | Ліга                                     | Дивізіон | Місце |
| СР Югославія         |                                          |          |       |
| 1999/00              | Друга ліг СР Югославії – група «Захід»   | II       | 17    |
| 2000/01              | Друга ліг СР Югославії – група «Південь» | II       | 10    |
| 2001/02              | Друга ліг СР Югославії – група «Південь» | II       | 12    |
| 2002/03              | Чорногорська ліга                        | III      | 10    |
| Сербія та Чорногорія |                                          |          |       |
| 2003/04              | Чорногорська ліга                        | III      | 6     |
| 2004/05              | Друга чорногорська ліга                  | III      | 4     |
| 2005/06              | Друга чорногорська ліга                  | III      | 3 *   |
| Чорногорія           |                                          |          |       |
| 2006/07              | Друга ліга Чорногорії                    | II       | 3     |
| 2007/08              | Друга ліга                               | II       | 5     |
| 2008/09              | Друга ліга                               | II       | 5     |
| 2009/10              | Друга ліга                               | II       | 9     |
| 2010/11              | Друга ліга                               | II       | 7     |
| 2011/12              | Друга ліга                               | II       | 10    |
| 2012/13              | Друга ліга                               | II       | 8     |
| 2013/14              | Друга ліга                               | II       | 10    |
| 2014/15              | Друга ліга                               | II       | 8     |
| 2015/16              | Друга ліга                               | II       | 8     |
| 2016/17              | Друга ліга                               | II       | 2     |
| 2017/18              | Друга ліга                               | II       | 10    |
| 2018/19              | Третя ліга – північна група              | III      | 1     |
| 2019/20              | Друга ліга                               | II       | 5     |
| 2020/21              | Друга ліга                               | II       | ?     |

## Вболівальники
Вболівальники Ібару відомі під назвою Ґазіже (араб. ґаза або газах/газі, від газу, мн. газават, збройне вторгнення з наміром завоювання — Газіжі були захисниками ісламу (ісламські борці) в період Османської імперії). Традиційними кольорами групи є чорний та білий, які також є й клубними кольорами «Ібара», в тому числі й завдяки цьому Газіє почали їх підтримувати. Після того, як у 2006, 2007 та 2008 роках клубу не вдалося вийти в Першу чорногорську лігу, футболісти втратили підтримку вболівальників, оскільки не змогли виграти виїзний матч плей-оф проти «Дечича» за місце в Першій лізі. Баскетбольний клуб «Ібар» вперше підтриманий великою групою вболівальників у перших матчах Erste League 2012 року.

## Стадіон
ФК «Ібар» проводить свої домашні матчі на стадіоні Банджово Брдо в Рожає. Споруда має західну та південну трибуни. Місткість неможливо точно визначити, оскільки трибуни без місць. На найважливіших матчах кількість глядачів сягала 5 000 чоловік. Олімпійська траса на стадіоні була відновлена в 2004 році, коли Рожає приймало Санджацькі Ігри, нині МОСІ. Найближчим часом на стадіоні планується реконструкція. Знаходиться поруч із Спортивним центром Рожає за адресою Carine bb.